# 沙夫山 (薩爾茨卡默古特山脈)
47°46′35″N 13°26′1″E / 47.77639°N 13.43361°E

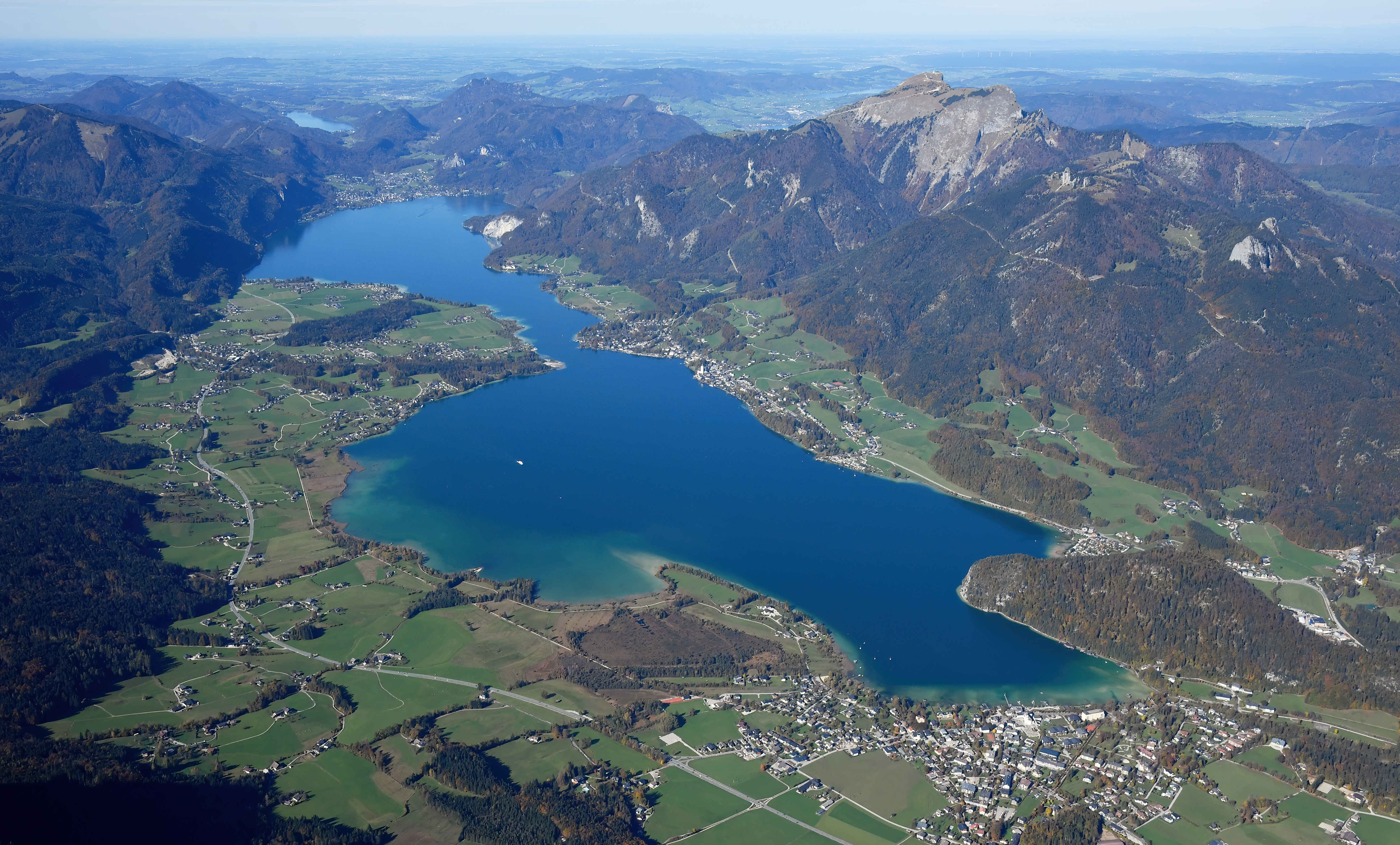

沙夫山（德語：Schafberg），是奧地利的山峰，位於該國中部，處於上奧地利州和薩爾茨堡州接壤的邊界，屬於薩爾茲卡默古特山脈的一部分，海拔高度1,782米。